# Trichoplusia clarci
Trichoplusia clarci là một loài bướm đêm trong họ Noctuidae.